# Scopula similata
Scopula similata là một loài bướm đêm trong họ Geometridae.